# Bahnstrecke Neumünster–Heide
| |                         |                                            |                                            |
| Streckennummer: | 1042                    |                                            |                                            |
| Kursbuchstrecke (DB): | 132                     |                                            |                                            |
| Kursbuchstrecke: | 102k (1934) 113d (1946) |                                            |                                            |
| Streckenlänge: | 63 km                   |                                            |                                            |
| Spurweite: | 1435 mm (Normalspur)    |                                            |                                            |
| Zugbeeinflussung: | PZB                     |                                            |                                            |
| |                         |                                            |                                            |
| \| \| \| von Hamburg \| \| \| \| 0,0 \| Neumünster \| Neumünster \| \| \| \| nach Ascheberg \| \| \| \| \| nach Kiel und Flensburg \| \| \| \| 2,3 \| Neumünster Stadtwald \| Neumünster Stadtwald \| \| \| 6,4 \| Wasbek (früher Bhf.) \| Wasbek (früher Bhf.) \| \| \| 13,8 \| Aukrug bis etwa 1996[1]: Innien (früher Bhf.) \| Aukrug bis etwa 1996[1]: Innien (früher Bhf.) \| \| \| 22,7 \| Hohenwestedt \| Hohenwestedt \| \| \| \| nach Rendsburg und Schenefeld \| 1901–1956 \| \| \| \| Hohenwestedt–Schenefeld \| 1916–1954 \| \| \| 28,2 \| Osterstedt (früher Bhf.) \| Osterstedt (früher Bhf.) \| \| \| 30,9 \| Beringstedt (früher Bhf.) \| Beringstedt (früher Bhf.) \| \| \| 35,6 \| Gokels (früher Bhf.) \| Gokels (früher Bhf.) \| \| \| 39,2 \| Hademarschen (früher Bhf.) \| Hademarschen (früher Bhf.) \| \| \| \| Strecke 1877–1892 \| \| \| \| 43,1 \| Beldorf (früher Bhf.)[2] \| Beldorf (früher Bhf.)[2] \| \| \| \| Alte Brücke, 1892–1987[2] \| \| \| \| \| Nord-Ostsee-Kanal/Grünentaler Hochbrücke \| \| \| \| \| Gieselau[3] \| \| \| \| \| \| \| \| \| 48,4 \| Albersdorf (früher Bhf.) \| Albersdorf (früher Bhf.) \| \| \| 56,3 \| Nordhastedt (früher Bhf.) \| Nordhastedt (früher Bhf.) \| \| \| \| von Itzehoe \| \| \| \| 62,6 \| Heide (Holst) \| Heide (Holst) \| \| \| \| nach Husum und nach Büsum \| \| |                         |                                            |                                            |
| Strecke |                         | von Hamburg                                | von Hamburg                                |
| Bahnhof | 0,0                     | Neumünster                                 | Neumünster                                 |
| Abzweig geradeaus und ehemals nach rechts |                         | nach Ascheberg                             | nach Ascheberg                             |
| Abzweig geradeaus und nach rechts |                         | nach Kiel und Flensburg                    | nach Kiel und Flensburg                    |
| Haltepunkt / Haltestelle | 2,3                     | Neumünster Stadtwald                       | Neumünster Stadtwald                       |
| Haltepunkt / Haltestelle | 6,4                     | Wasbek (früher Bhf.)                       | Wasbek (früher Bhf.)                       |
| Haltepunkt / Haltestelle | 13,8                    | Aukrug bis etwa 1996: Innien (früher Bhf.) | Aukrug bis etwa 1996: Innien (früher Bhf.) |
| Bahnhof | 22,7                    | Hohenwestedt                               | Hohenwestedt                               |
| Abzweig geradeaus und ehemals nach rechts |                         | nach Rendsburg und Schenefeld              | 1901–1956                                  |
| Kreuzung geradeaus unten (Querstrecke außer Betrieb) |                         | Hohenwestedt–Schenefeld                    | 1916–1954                                  |
| Haltepunkt / Haltestelle | 28,2                    | Osterstedt (früher Bhf.)                   | Osterstedt (früher Bhf.)                   |
| Haltepunkt / Haltestelle | 30,9                    | Beringstedt (früher Bhf.)                  | Beringstedt (früher Bhf.)                  |
| Haltepunkt / Haltestelle | 35,6                    | Gokels (früher Bhf.)                       | Gokels (früher Bhf.)                       |
| Haltepunkt / Haltestelle | 39,2                    | Hademarschen (früher Bhf.)                 | Hademarschen (früher Bhf.)                 |
| Strecke von links (außer Betrieb) · Abzweig geradeaus und ehemals nach rechts |                         | Strecke 1877–1892                          | Strecke 1877–1892                          |
| Bahnhof (Strecke außer Betrieb) · Haltepunkt / Haltestelle | 43,1                    | Beldorf (früher Bhf.)                      | Beldorf (früher Bhf.)                      |
| Strecke (außer Betrieb) · Abzweig geradeaus und ehemals nach links · Strecke von rechts (außer Betrieb) |                         | Alte Brücke, 1892–1987                     | Alte Brücke, 1892–1987                     |
| Strecke (außer Betrieb) · Brücke über Wasserlauf · Brücke über Wasserlauf (Strecke außer Betrieb) |                         | Nord-Ostsee-Kanal/Grünentaler Hochbrücke   | Nord-Ostsee-Kanal/Grünentaler Hochbrücke   |
| Brücke über Wasserlauf (Strecke außer Betrieb) · Abzweig geradeaus und ehemals von links · Strecke nach rechts (außer Betrieb) |                         | Gieselau                                   | Gieselau                                   |
| Strecke nach links (außer Betrieb) · Abzweig geradeaus und ehemals von rechts |                         |                                            |                                            |
| Haltepunkt / Haltestelle | 48,4                    | Albersdorf (früher Bhf.)                   | Albersdorf (früher Bhf.)                   |
| Haltepunkt / Haltestelle | 56,3                    | Nordhastedt (früher Bhf.)                  | Nordhastedt (früher Bhf.)                  |
| Abzweig geradeaus und von links |                         | von Itzehoe                                | von Itzehoe                                |
| Bahnhof | 62,6                    | Heide (Holst)                              | Heide (Holst)                              |
| Abzweig geradeaus und nach rechts |                         | nach Husum und nach Büsum                  | nach Husum und nach Büsum                  |

Die Bahnstrecke Neumünster–Heide ist eine eingleisige, nicht elektrifizierte Nebenbahn in Schleswig-Holstein, welche die Stadt Neumünster in Mittelholstein und die Dithmarscher Kreisstadt Heide verbindet.

## Geographie

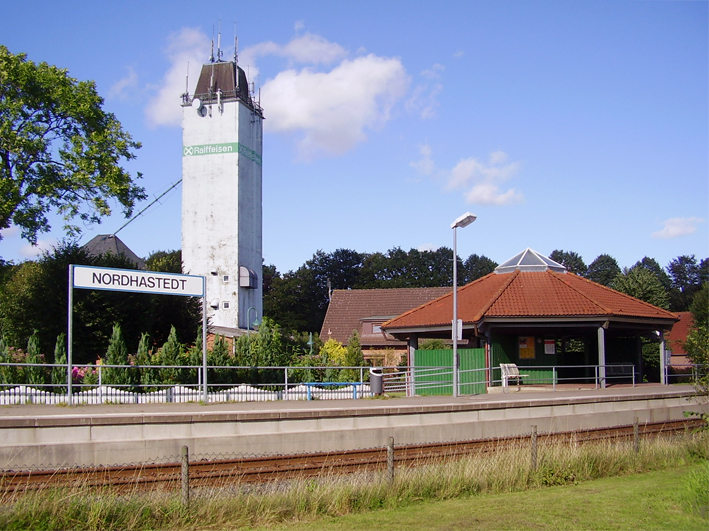
Bahnhof Nordhastedt

Die Bahnstrecke verlässt nördlich des Bahnhofs Neumünster die Bahnstrecke Hamburg-Altona–Kiel. Von da an verläuft sie Richtung Westen durch die landwirtschaftlich geprägte Geest. Dabei werden neben Neumünster der Kreis Rendsburg-Eckernförde und der Kreis Dithmarschen durchfahren. Wichtigster Unterwegsbahnhof ist Hohenwestedt. Bei Beldorf überquert die Strecke auf der Grünentaler Hochbrücke den Nord-Ostsee-Kanal. Den Kreuzungsbahnhof (ehemals Inselbahnhof) von Heide passieren die Züge auf den Gleisen 4 und 5, bevor sie nördlich des Bahnhofsgeländes auf der weiterführenden Bahnstrecke Heide–Büsum die Marschbahn in einem Geländeeinschnitt unterqueren.

## Geschichte

### Eröffnung bis 1970

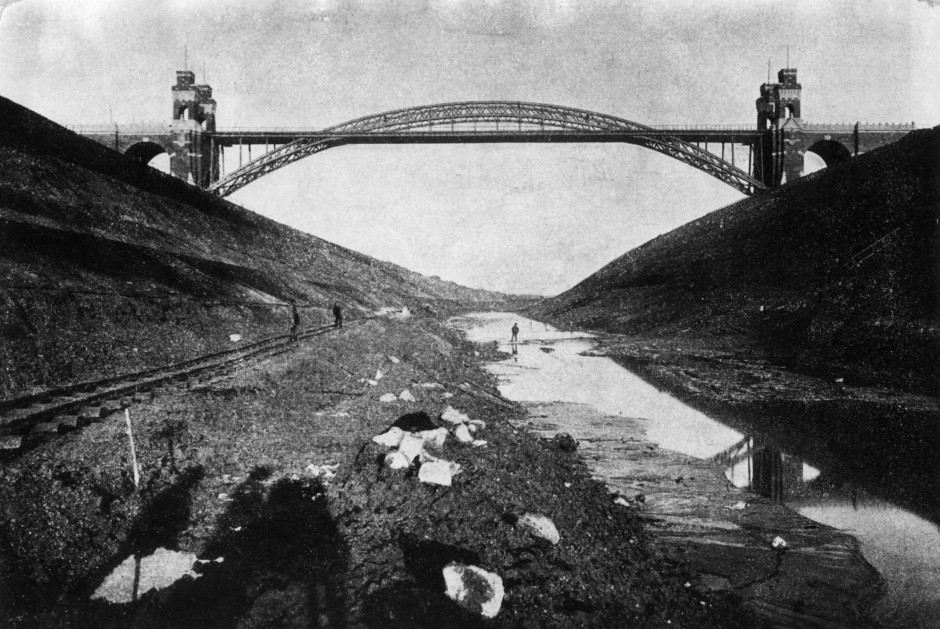
Hochbrücke um 1900

Die Strecke Neumünster–Heide–Weddinghusen–Karolinenkoog wurde am 22. August 1877 eröffnet. In Karolinenkoog bestand mit einer Dampffähre Anschluss nach Tönning in Eiderstedt (siehe Bahnstrecke Heide–Karolinenkoog). Erbauer und Betreiber der Strecke war die Westholsteinische Eisenbahn-Gesellschaft. 1878 entstand eine Zweigstrecke von Weddinghusen nach Büsum, die kurz darauf von der Westholsteinischen Eisenbahn-Gesellschaft übernommen wurde. Die Eisenbahngesellschaft ging schließlich am 1. Juli 1890 in der Preußischen Staatsbahn auf.
1892 wurde die Grünentaler Hochbrücke über den im Bau befindlichen Nord-Ostsee-Kanal errichtet. Es handelte sich um eine Straßenbrücke, auf der das Gleis der Eisenbahnstrecke mittig verlief. Bei Bahnverkehr wurde die Brücke durch Schranken kurzfristig für den Straßenverkehr gesperrt.
In Hohenwestedt bestand bis 1954 (Richtung Süden) beziehungsweise 1956 (Richtung Nordosten) eine Übergangsmöglichkeit zur Rendsburger Kreisbahn Richtung Schenefeld beziehungsweise Rendsburg.
In den späten 1950er Jahren befuhr neben Personenzügen ein Eilzugpaar die Strecke von Büsum über Heide und Neumünster nach Neustadt (Holst.).

### 1970 bis 2000
Der Personenverkehr wurde in den 1970er und 1980er Jahren mit Triebwagen der Baureihen 515 und anschließend mit Schienenbussen durchgeführt, da die Kanalbrücke keine höhere Achslast zuließ. Bedeutendste Leistung war das tägliche Zugpaar Neustadt (Holstein)–Heide.
1986 wurde die alte Grünentaler Hochbrücke abgerissen und nördlich davon eine gleichnamige Brücke mit getrennten Fahrspuren errichtet.
Die Strecke stand um 1990 kurz vor der Stilllegung. Dagegen sprach die strukturpolitische Bedeutung der Strecke als eine von zwei verbliebenen Ost-West-Strecken in Schleswig-Holstein. Insbesondere war die Strecke als mögliche Umleitungsstrecke von militärstrategischer Wichtigkeit.
Nach umfänglichen Rationalisierungen übernahm die Eisenbahn Altona-Kaltenkirchen-Neumünster (AKN) im Mai 1993 im Auftrag der Deutschen Bahn AG sowohl den Bahnbetrieb als auch die Streckeninfrastruktur, zunächst probeweise in einem Pachtvertrag für zehn Jahre. Dies brachte erhebliche Aufwertungen für die an der Strecke liegenden Stationen. Im Personenverkehr wurden von der AKN modernisierte VT 2E-Triebwagen eingesetzt. Zeitweise wurde dafür VT 2.36 mit einem WC ausgestattet. Aus Platzgründen wurde dafür ein Einstiegsbereich verschlossen.

### Gegenwart (ab 2000)
Nach 2000 übernahm die Schleswig-Holstein-Bahn (SHB) den Betrieb auf der Strecke. Seitdem werden zweistündlich Züge nach Büsum durchgebunden. Dies findet in der gemeinsamen Kursbuchstreckennummer 132 seinen Niederschlag. Die Anzahl der Züge an den Wochenenden wurde erhöht. Bis Mai 2024 kamen Dieseltriebwagen vom Typ Coradia LINT 41H des Herstellers Alstom auf der Strecke zum Einsatz. Zum Zeitpunkt der Übernahme durch die SHB endete allerdings auch der Pachtvertrag der AKN für die Strecke Neumünster–Heide. Die DB Netz übernahm wieder die Unterhaltung und richtete auf der Strecke zahlreiche Langsamfahrstellen ein, was die Fahrzeit erheblich verlängerte. Durch die verlängerten Fahrzeiten wurden die Taktknoten am Bahnhof Heide (Holst) sowie am Bahnhof Neumünster teilweise verpasst.
Güterverkehr wird auf der Strecke nicht mehr durchgeführt. Die letzten Güterkunden waren Lego (bis etwa 2006) und einige weitere Betriebe in Hohenwestedt sowie die Bundeswehr in der Dithmarsia-Kaserne in Albersdorf.
Zwischen Hohenwestedt und Neumünster verkehren die Züge im Stundentakt. Die Gesamtstrecke kann dagegen nur zweistündlich bedient werden, da Hohenwestedt derzeit der einzige Kreuzungsbahnhof ist. An der Strecke befinden sich zahlreiche Haltepunkte. Im Zuge der Streckenmodernisierung wurden jedoch die alten Stationsgebäude in Wasbek, Aukrug, Osterstedt, Gokels, Nordhastedt und Hohenwestedt abgebrochen. In Heide fahren die Züge nach einem kurzen Aufenthalt weiter nach Büsum. Zum Fahrplanwechsel am 12. Dezember 2004 wurde der Haltepunkt Neumünster Stadtwald in Betrieb genommen. Dieser wird vor allem von den Schülern der naheliegenden Schulen und den Besuchern des Bades am Stadtwald genutzt.
Im Dezember 2011 übernahm die AKN-Tochter nordbahn Eisenbahngesellschaft den Nahverkehr auf der Strecke.
Nach einer Überarbeitung der Strecke über die Osterfeiertage 2019 wurde am ersten Betriebstag festgestellt, dass bei Wasbek ein Traktorgespann die neu überarbeiteten Gleise auf freier Strecke überquert und dabei die Schienen deformiert hatte.
Im Zuge des Akku-Netz Schleswig-Holstein (ANSH) werden seit dem Fahrplanwechsel im Dezember 2023 auf vielen nicht elektrifizierten Strecken in Schleswig-Holstein der Dieselbetrieb nach und nach durch Akku-Züge ersetzt. Dafür errichtete die DB im Bahnhof Heide eine Oberleitungsinselanlage. Die vom Land Schleswig-Holstein gestellten Flirt-Akku-Triebwagen von Stadler wurden der nordbahn für die Linie Neumünster–Hohenwestedt–Heide(Holst)–Büsum ab dem 10. Mai 2024 zur Verfügung gestellt. Mit dem Beginn des Fahrplanjahres 2024 entfiel der Fahrkartenverkauf an den Automaten in den Zügen.
Im Rahmen des Baus der Batteriefabrik Northvolt in Heide werden aktuell ein Ausbau der Strecke und eine Wiederaufnahme des Güterverkehrs auf der Strecke geprüft.